# Feumotech
Die Feumotech AG ist ein schweizerischer Hersteller von Feuerwehrfahrzeugen mit Sitz in Recherswil im Kanton Solothurn.

## Geschichte

### 1989 bis 1999
Die Feumotech AG wurde 1989 Stefan Cartier und Peter Jäggi in Recherswil gegründet. Als erster Standort wurde ein Kellergeschoss auf 200 m² sowie das Büro im ersten Stock eines alten Industriegebäudes in Recherswil bezogen. Neben den zwei Besitzern waren drei Mitarbeiter im Startteam dabei. Bereits im Juni 1989, auf der Ausstellung „Gemeinde 89“ in Bern, präsentierte Feumotech ihre ersten zwei Fahrzeuge, darunter das erste Tanklöschfahrzeug der Schweiz mit beidseitig zwischen Vorder- und Hinterachse tiefgezogenen und in ganzer Höhe offenen Geräteräumen. Im selben Jahr übernahm die Feumotech die Vertretung von GFT (Geisselmann Feuerwehr Technik GmbH), mit Sitz im deutschen Bad Friedrichshall, für die Schweiz. Grossfahrzeuge wie Tanklöschfahrzeuge und Rüstwagen wurden fortan bei GFT aufgebaut, der Innenausbau für den Schweizer Markt erfolgte bei Feumotech in Recherswil. Um dem gestiegenen Platzbedarf gerecht zu werden, wurde 1991 eine neue Halle mit 750 m² bezogen. Der Personalbestand wuchs in dieser Zeit auf neun Mitarbeiter an.
Um besser auf die Kundenwünsche eingehen zu können, wurden ab Sommer 1993 auch Tanklöschfahrzeuge und Rüstwagen in der eigenen Produktion hergestellt. Der Aufbau erfolgte mit dem verschraubbaren Modulsystem Veraflex von Alusuisse. Als Pumpen wurden Heckpumpen von Hale-Godiva eingebaut, die bereits in den GFT-Fahrzeugen eingesetzt worden waren. 1996 übernahm die Feumotech AG den gesamten Bereich Feuerwehr der Robert Aebi AG sowie der Wirz Fahrzeugbau AG (vormals Hauser Fahrzeugbau AG), ausserdem die Vertretung für Autodrehleitern von Metz Aerials sowie deren ganzen Servicebereich für Metz-Löschfahrzeuge in der Schweiz. 1999 wurden Tanklöschfahrzeuge mit CAFS-Löschsystemen in das Sortiment aufgenommen.

### 2000 bis 2009
Wegen des starken Wachstums des Unternehmens wurde 2001 in Recherswil eine neue Werkhalle mit ca. 2000 m² Nutzfläche sowie eingebautem Pumpenprüfstand und angegliedertem Verwaltungstrakt errichtet. Der Personalbestand wuchs in dieser Zeit auf siebzehn Personen an. 2006 übernahm die Feumotech AG sämtliche Aktivitäten im Bereich Feuerwehr der Leo Fahrzeugbau AG Niederbipp. Im gleichen Jahr wurden die ersten Tanklöschfahrzeuge mit CAN-Bus-Steuerung und Überwachungsbildschirmschirm ausgeliefert. 2007 wurde das erste Tanklöschfahrzeug mit geregelter Tank-Niveauregulierung produziert. Der zunehmende Platzbedarf der Kundendienstabteilung erforderte im Jahr 2009 zusätzlich zur Produktionshalle eine eigene Halle für die Service- und Reparaturarbeiten. Im Jahr 2009 beschäftigt das Unternehmen 33 Mitarbeiter.

### Ab 2010
Im Jahr 2012 wurde die erste 18-Meter-Autodrehleiter (GIMAEX-Feumotech) in der Schweiz ausgeliefert und 2014 die erste Autodrehleiter DLAK 23-12 (mit Knick) von GIMAEX-Feumotech in der Schweiz in Dienst gestellt. 2014 hatte das Unternehmen 40 Mitarbeiter sowie zwei Auszubildende in der Ausbildung zum Fahrzeugschlosser.